# Santa Eulàlia de Crespià
L'església parroquial de Santa Eulàlia de Crespià es troba a Crespià (Pla de l'Estany), municipi situat a cada banda de la riera del mateix nom, just al vèrtex nord-oriental de la comarca banyolina, en contacte amb l'Alt Empordà i la Garrotxa. És una obra protegida com a bé cultural d'interès local.

## Història
La vila «Crispianus» és esmentada en preceptes reials dels anys 834, 844, 881 i 922 i en una butlla del papa Silvestre II de l'any 2002 com a possessió dels bisbes de Girona. L'any 1019, aquest domini passà a la canònica de la seu. Hi ha nombroses notícies posteriors dels drets del bisbat sobre el terme i la parròquia de Crespià. Un document de 1151 esmenta el lloc de Santa Eulàlia, identificable amb Crespià. Malgrat això, l'església apareix sota l'advocació de sant Marc en els primers documents que s'hi refereixen, del segle xii. De l'any 1131 és la descripció feta per Adalbert al bisbe de Girona d'allò que posseïa a la parròquia de Sant Marc de Crespià. Guillem Ademar de Porqueres, senyor de Finestres, posseïa les dominicatures i altres drets sobre aquesta església, i els va cedir al bisbe de Girona, Berenguer de Llers, l'any 1156. Lluís G. Constans i Serrats afirma que l'església de Crespià va ser consagrada l'any 1163 per l'abat de Sant Pere de Besalú però no precisa la font d'on provés la informació ni s'hi indica l'advocació de Santa Eulàlia de Mèrida, que ha perviscut. L'any 1278, en el seu testament, el bisbe Pere de Castellnou llegà plata per a un calze per a aquesta església. Figura en les «Rationes decimarum Hispaniae» del 1279 i el 1280 i en els nomenclàtors diocesans del segle xiv i posteriors. L'any 1936 es perdé el retaule major del 1626 i altres retaules laterals barrocs, així com un de gòtic de marbre. L'edifici ha estat consolidat i restaurat durant els anys 1973-75 pels serveis de la Diputació de Girona. Es conserva una notable pica octogonal barroca. També una imatge, en plata repussada, de la Mare de Déu del Roser de 1631.
El 1889, essent rector de la parròquia Joaquim Dalmau, s'inicià la decoració del sostre de l'absis de l'església de Santa Eulàlia amb pintures murals realitzades per Joaquim Murta (Girona 1841-1907). Les quals, entorn del símbol de la divinitat, mostren diversos àngels i un semicercle format per les imatges de vint-i-dos sants i santes. Tot i el seu relatiu valor artístic, són una bona mostra de les reformes dels espais religiosos a la Catalunya rural del segle XIX i és l'única mostra conservada de la pintura mural de Joaquim Murta.

## Arquitectura

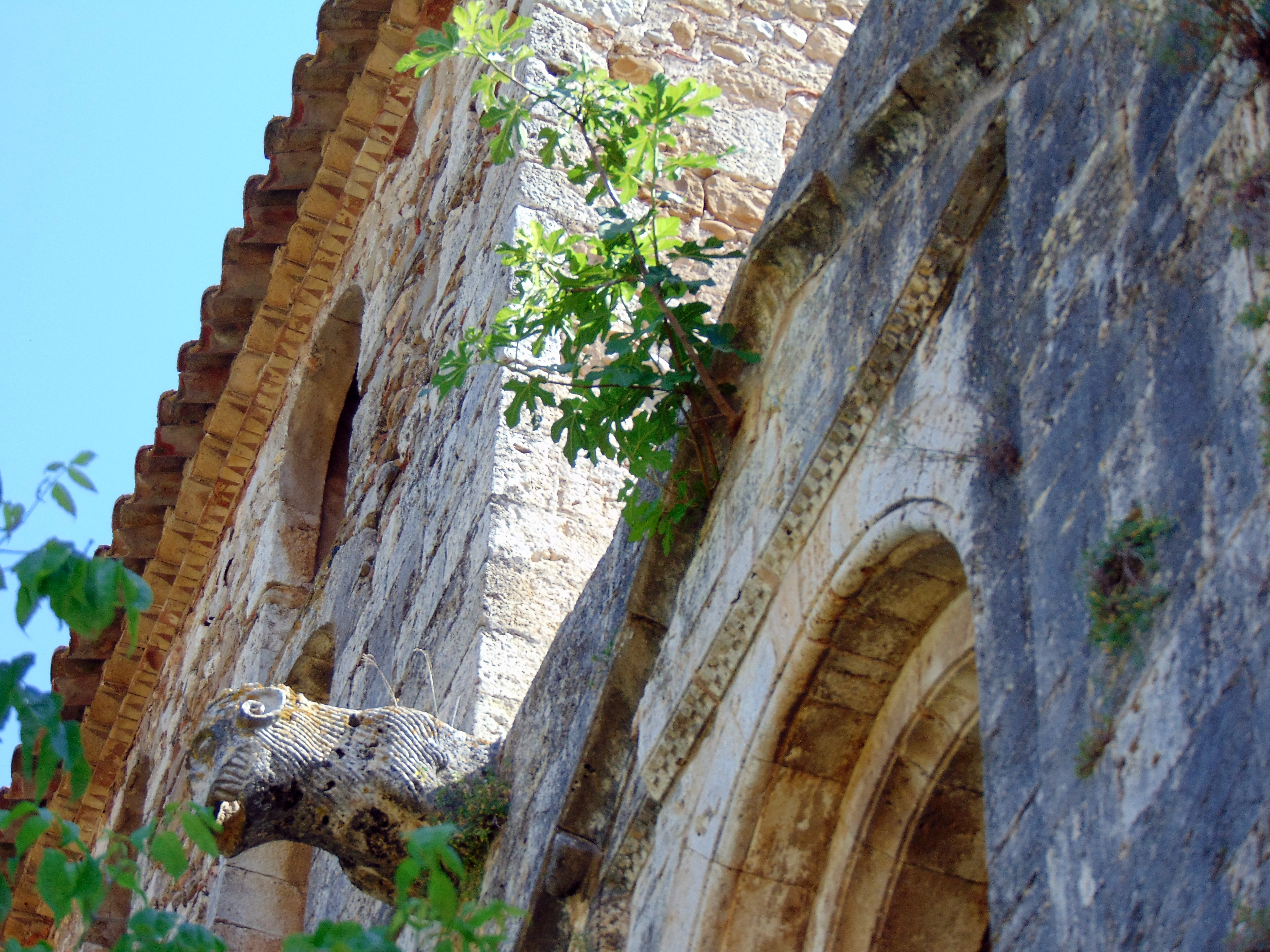
Detall d'una gàrgola sobre l'entrada de l'església

Edifici inicialment d'una sola nau capçada a llevant per un absis semicircular, ha estat objecte de diverses reformes. La principal es practicà en època moderna, durant els segles xvi i xvii en què fou ampliada a cada costat de la nau, configurant interiorment tres capelles laterals per banda intercomunicades. L'absis fou fortificat i convertit en una mena de torre de defensa. A llevant s'hi afegí un edifici destinat a sagristia, en la porta de la qual figura la data del 1642. El campanar, situat a l'angle nord-est, és una gran torre quadrada que substitueix l'antic d'espadanya del qual en resta la base. Malgrat totes les reformes i afegits tardans, l'obra romànica manté els seus elements essencials a gran part de l'edifici. Al fons de l'absis s'ha conservat un segment important d'un fris ornamental consistent en una cornisa abocellada sota la qual corre una àmplia franja de dents de serra i a sota, un seguit de permòdols de perfil de cavet. Aquesta decoració es pot observar també en el parament extern de l'àbsis. La portalada principal, a la façana de ponent, presenta quatre arquivoltes de mig punt en degradació, de dovelles amples i curtes i els brancals són de pedra ben tallada. La llinda i el timpà són llisos. L'arc exterior presenta un guardapols motllurat. Els arcs arrenquen d'una línia d'imposta de pedra motllurada que ressegueix horitzontalment tot el conjunt. L'intradós és cec sobre una llinda de pedra d'una sola peça. Sobre la porta hi ha un finestral de dos arcs en degradació i de doble biaix. Per sobre la cornisa, a l'extrem de tramuntana, sobresurt un gàrgola. A l'extrem meridional es conserva una torrella de defensa. És de planta circular i presenta una peanya en forma de mènsula feta amb pedra, murs de rajol corbat amb quatre petites obertures i coberta amb una cúpula de filades horitzontals de rajol. Exteriorment, sobre la cúpula, hi ha una senzilla creu metàl·lica.
L'edifici és enterament bastit amb un aparell de grans carreus, ben escairats i arrenglerats uniformement, ben ajustats i col·locats a trencajunt. Per les seves característiques arquitectòniques, aquesta església respon a una tipologia molt difosa en els comtats nord-orientals catalans, els quals es poden datar entre la segona meitat del segle xii i tot el segle xiii.